# Фрідріх Классен
Фрідріх «Фріц» Классен (нім. Friedrich "Fritz" Classen) — німецький льотчик-ас, віцефельдфебель Імперської армії.

## Біографія
Учасник Першої світової війни. У 1915 році пройшов підготовку на льотчика в 10-му льотному запасному дивізіоні в Беблінгені, після якої почав літати у складі 221-го льотного дивізіону. Першу перемогу здобув під час польоту з лейтенантом Вольтером спостерігачем. 6 січня 1918 року переведений у 3-тю винищувальну ескадрилью. 13 лютого 1918 року призначений у 26-ту винищувальну ескадрилью, де невдовзі здобув свою першу перемогу на винищувачі. 26 лютого зазнав поранення в бою, але швидко повернувся у стрій.
До кінця війни мав 11 офіційних і 3 непідтверджені перемоги.